# Zolfo Springs
Zolfo Springs è una città della contea di Hardee in Florida. La popolazione era di 1641 al censimento del 2000. Secondo le stime dell'US Census Bureau relative al 2004, la città aveva una popolazione di 1659.

## Popolazione
Secondo il censimento del 2000, c'erano 1641 persone e 399 famiglie residenti in città. La densità di popolazione è stata 419.6 persone per chilometro quadrato 
Le etnie presenti in città sono:
- 65,69% bianchi
- 3,35% afroamericani
- 0,18% nativi americani
- 0,12% asiatici
- 0,12% isolani del Pacifico
- 29,07% di altre etnie
- 1,46% di due o più etnie.

## Economia
Il reddito pro-capite per la città era $ 11.397: gli uomini hanno un reddito medio di $ 18.603 contro i $ 17.292 per le donne.
Il reddito medio per una famiglia nella città è $ 25.972, e il reddito medio per famiglia è di $ 27.188. 
Circa il 27,3% della popolazione era al di sotto della soglia di povertà, tra cui il 33,2% sotto i 18 anni e il 18,9% dai 65 anni in su.